# 横瀬貞篤
横瀬 貞篤（よこせ さだあつ）は、江戸時代後期の高家旗本。高家横瀬家（表高家）8代当主。

## 略歴
天保元年（1830年）、横瀬貞固の子として誕生。嘉永2年（1849年）12月1日、12代将軍・徳川家慶に御目見する。
安政5年（1858年）11月4日、高家見習に召し出される。同年11月23日、従五位下・侍従・左兵衛督に叙任する。後に美濃守、大炊頭に改める。同年12月28日、高家職に就く。
文久元年（1861年）8月29日、弟・大館安次郎を養子に迎える。
明治維新後、由良家12代当主・新田貞時と共に新田氏の顕彰に努めた。